# John Force

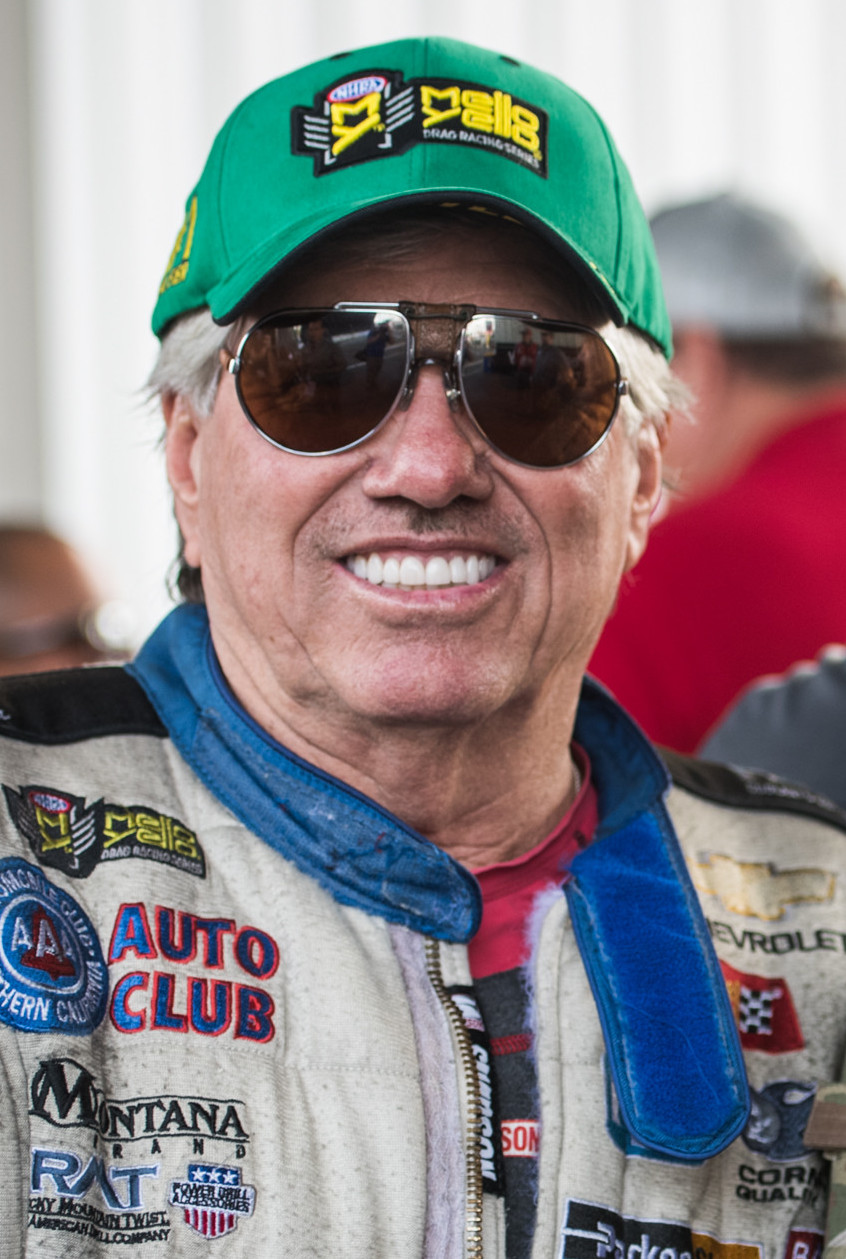
John Force 2019

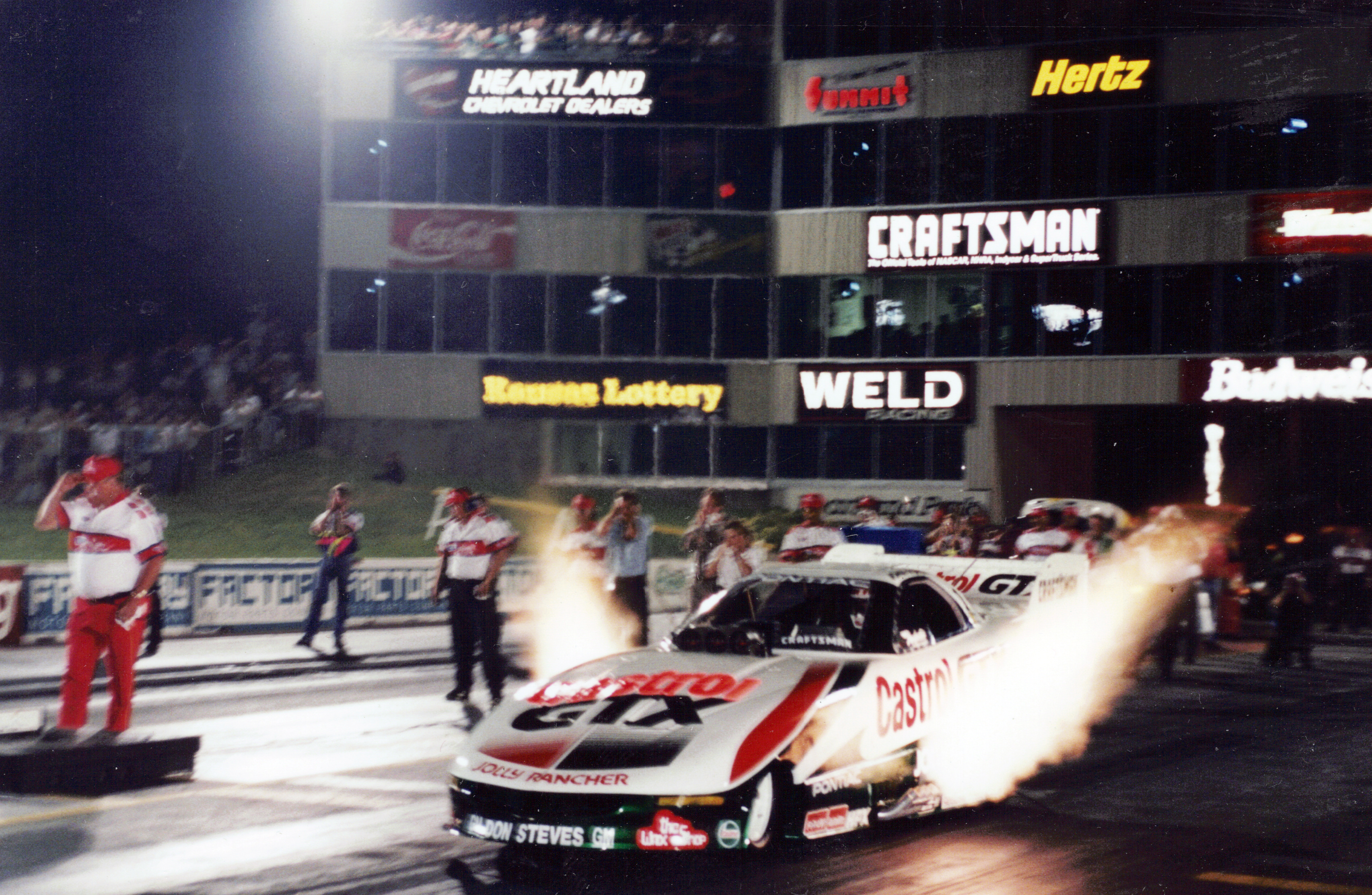
John Force in einem Pontiac Firebird bei den Sears Craftsman Nationals 1995 in Topeka/Kansas

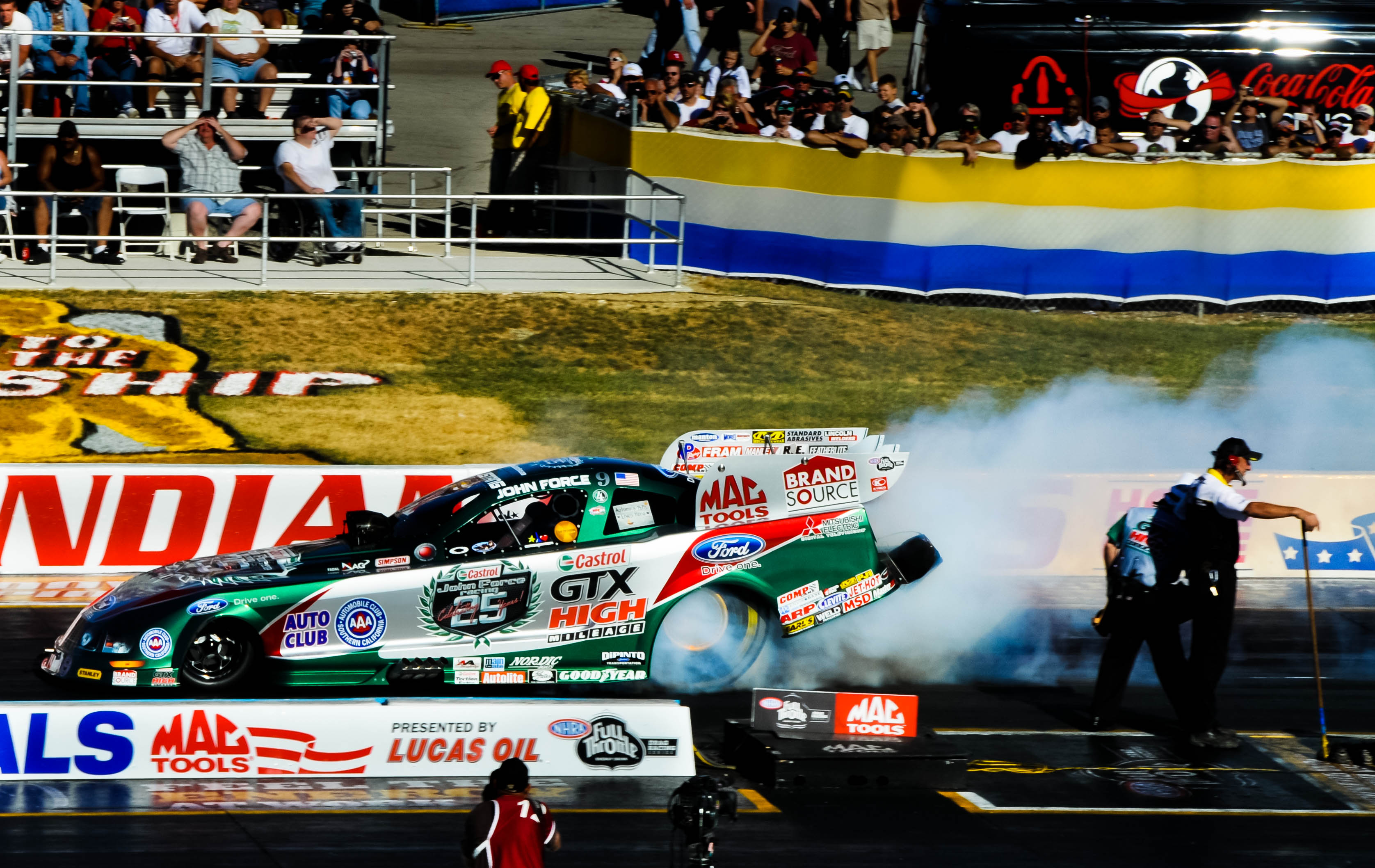
Ein JFR-Funny Car auf Basis eines Ford Mustang aus dem Jahr 2010

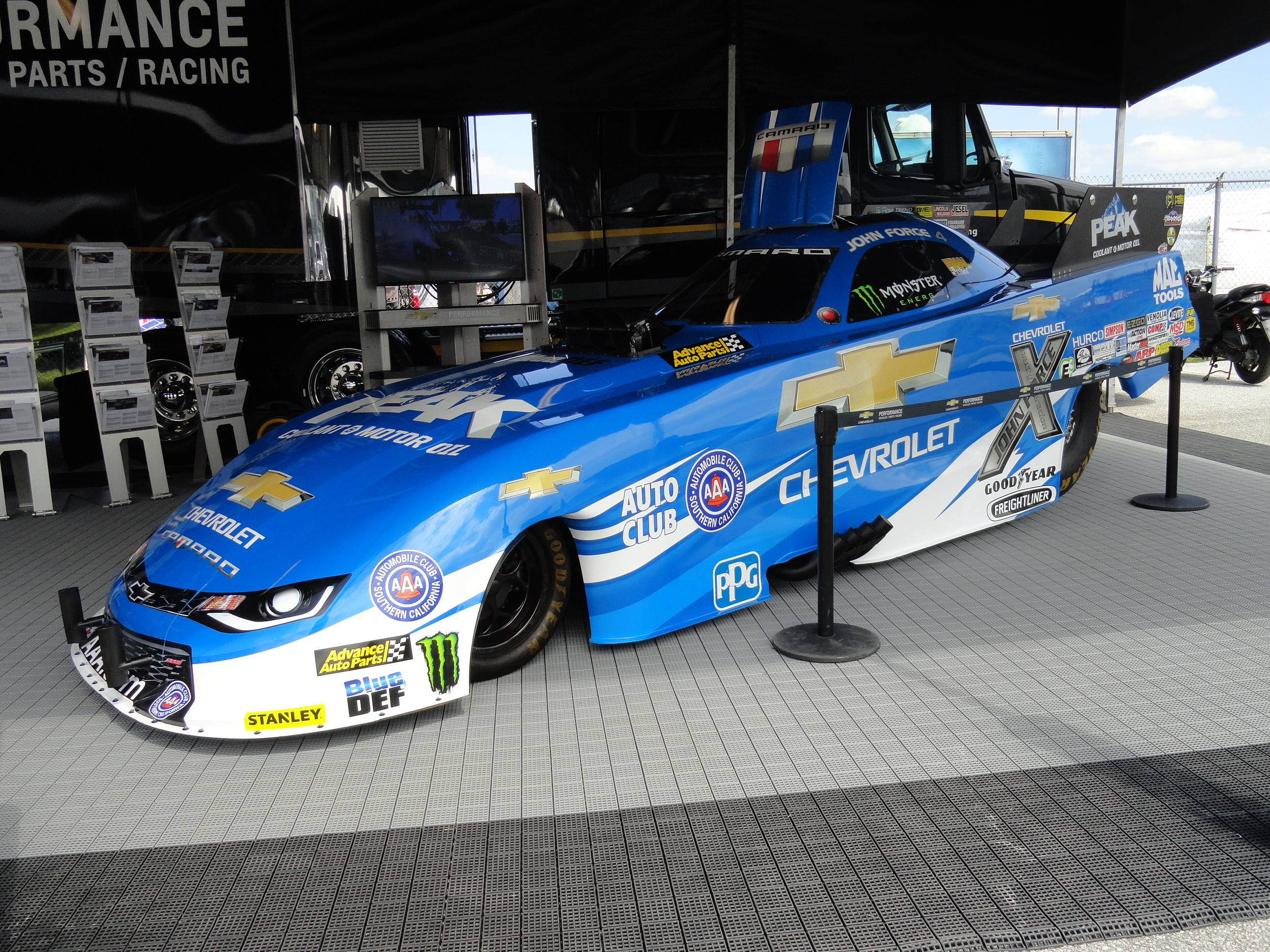
John Force’ Chevrolet Funny Car von 2017 auf Basis des Camaro SS, ausgestellt bei den Indianapolis 500

John Harold Force (* 4. Mai 1949 (76 J.) in Bell Gardens, Kalifornien) ist ein US-amerikanischer Rennstallbesitzer, Drag Racer, mehrfacher NHRA-Champion und Geschäftsmann. Er ist der Vater der ebenfalls erfolgreichen Dragster-Pilotinnen Ashley Force Hood, Brittany Force, and Courtney Force. Mit weit mehr als 1000 gewonnenen Runden („Eliminations“) und 155 Event-Siegen (Stand 2023) gilt er als einer der „most dominant drag racers of all times“.

## Persönlicher Hintergrund
Force wurde als eines von sechs Kindern von Harold und Betty Ruth Force im kalifornischen Bell Gardens geboren. Als Kind lebte er zeitweise in Holzfällerlagern, Indianerreservaten, Migrantenfarmen und Wohnwagensiedlungen. In seiner Jugend erkrankte er an Kinderlähmung. In der Highschool spielte er Football, später besuchte er das College.
John Force gilt als einer der „greatest Showmen in Drag Racing“ und hervorragender Selbstvermarkter. Nach einem schweren Unfall beim Rennen in Memphis 1992 zu seinen Eindrücken befragt, antwortete er: „I saw Elvis at 1000 feet!“ Seinen gleichermaßen von Journalisten und Fahrerkollegen verliehenen Spitznamen „Brute Force“ (dt. etwa „Brachialgewalt“) nutzte er lange Zeit als Namen und Logo für seine Dragster.
2006 und 2007 war Force zusammen mit seiner Frau Laurie und drei seiner Töchter (Ashley, Brittany und Courtney) Protagonist einer von A&E Network produzierten Reality-TV-Show mit dem Titel Driving Force (dt.: „Die treibende Kraft“).

## Motorsport

### „JFR“ (John Force Racing)
Force gründete relativ früh (wohl nach dem 1990er Titel) ein eigenes Team, um sich bestmögliche Karrierebedingungen zu schaffen. Er baute dafür langfristige Beziehungen zu Castrol und der Ford Motor Company auf. Castrol war über 30 Jahre lang der Hauptsponsor des Teams und Ford lieferte 20 Jahre lang Motoren. Beide Beziehungen endeten nach der Saison 2014, als British Petroleum („BP“), die Muttergesellschaft von Castrol, ihr Sponsoring beendete und Ford aus der NHRA ausstieg. Die Funny-Car-Abteilung von JFR wechselte daraufhin zu Chevrolet und konnte Old World Industries (ein Chemieunternehmen, das Motoröl, Frostschutzmittel und andere Automobilprodukte produziert) als Hauptsponsor gewinnen.
Zu den früheren Fahrern zählen Gary Densham, Ashley Force Hood, Mike Neff, Eric Medlen (der bei einem Rennen für das Team tödlich verunglückte und dessen Nummer 4 zur Erinnerung bis heute auf allen Autos platziert wird), Tony Pedregon (der erste „Teamkollege“ von Force) und Courtney Force.
Gegenwärtig (Stand 2020) sind die gemeldeten Fahrer: Brittany Force und Austin Prock in Top Fuel Dragster, sowie John Force und Robert Hight in TF/FC.
Ende Juli 2020 gab das Team bekannt, sich wegen der Corona-Pandemie aus der NHRA-Saison 2020 zurückzuziehen, da unter den aktuellen Bedingungen keine Verpflichtungen gegenüber den Sponsoren einhalten werden können.

### Fahrzeuge
Die dokumentierte Laufbahn von Force begann 1971, als er mit dem „Night Stalker“ startete, einem ungewöhnlichen Funny Car auf Ford-Mustang-Basis. Dieses Fahrzeug hatte entgegen der üblichen Bauweise in dieser Kategorie einen Heckmotor und Kettenantrieb.
Zu Beginn seiner Karriere startete Force mit Dragstern, die auf verschiedenen Corvette- oder Chevrolet-Monza-Modellen aufgebaut waren. In den 1980er Jahren wechselte er bis zum Ende der Saison 1993 zu Oldsmobile-Cutlass-Typen. 1994 fuhr er Dragster auf Chevrolet-Basis und wechselte für die Saisons 1995 und 1996 zu Pontiac-Modellen. Von 1997 bis 2014 war Force mit der Marke Ford als Fahrer und Teambesitzer verbunden, bevor er zu Chevrolet zurückkehrte.

### „Personal Bests“
- Career Best ELAPSED TIME: 3,832 Sekunden (1000 ft)
- Career Best SPEED: 337,3 mph (542,8 km/h)

### Rekorde
- Erster Fahrer, der in einem offiziellen NHRA Funny Car Rennen weniger als fünf Sekunden (bestätigt durch einen zweiten Lauf innerhalb der 1%-Toleranz) über die Viertelmeilen-Distanz benötigte (16. Oktober 1993, Texas Motorplex, 4,996 Sek.).[10]
- Erster NHRA Fahrer, der 1000 Elininations-Siege erzielte (erste Runde, 2008 NHRA Midwest Nationals auf dem World Wide Technology Raceway in Gateway bei St. Louis, Missouri).
- Erstes Vater-Tochter-Paar, das gegeneinander antrat. Mit Tochter Ashley 2008 in der ersten Runde der NHRA Southern Nationals in Atlanta (Ashley gewann).
- Einziger Fahrer, der mehr als zehn Meisterschaften in seiner Division (Klasse) gewann und damit den Rekord des nicht mehr aktiven NHRA-Pro-Stock-Champions Bob Glidden (10 Titel) übertraf.
- Fahrer mit den meisten aufeinanderfolgenden Meisterschaftstiteln (1993–2002).

### Meisterschafts-Titel
John Force gewann in seiner Karriere als Fahrer 155 National Events, war 160 Mal Top Qualifyer und erzielte 1351 Rundensiege. Er wurde insgesamt siebzehnmal „Champion“ (einmal AHRA und 16-mal NHRA, was in dieser Sportart einem Weltmeistertitel gleichzusetzen ist). Das Team John Force Racing, dessen Besitzer und CEO er ist, hat bis jetzt (Stand Saisonende 2019) 21 NHRA-Titel und 280 NHRA-Tour-Siege erzielt.
| Jahr | Klasse         | Titel          | Fahrer         |
| ---- | -------------- | -------------- | -------------- |
| 1984 | AHRA Funny Car | Champion       |                |
| 1990 | NHRA Funny Car | Champion       |                |
| 1991 | NHRA Funny Car | Champion       |                |
| 1993 | NHRA Funny Car | Champion       |                |
| 1994 | NHRA Funny Car | Champion       |                |
| 1995 | NHRA Funny Car | Champion       |                |
| 1996 | NHRA Funny Car | Champion       |                |
| 1997 | NHRA Funny Car | Champion       |                |
| 1998 | NHRA Funny Car | Champion       |                |
| 1999 | NHRA Funny Car | Champion       |                |
| 2000 | NHRA Funny Car | Champion       |                |
| 2001 | NHRA Funny Car | Champion       |                |
| 2002 | NHRA Funny Car | Champion       |                |
| 2003 | NHRA Funny Car | Champion Owner | Tony Pedregon  |
| 2004 | NHRA Funny Car | Champion       |                |
| 2006 | NHRA Funny Car | Champion       |                |
| 2009 | NHRA Funny Car | Champion Owner | Robert Hight   |
| 2010 | NHRA Funny Car | Champion       |                |
| 2013 | NHRA Funny Car | Champion       |                |
| 2017 | NHRA Top Fuel  | Champion Owner | Brittany Force |
| 2017 | NHRA Funny Car | Champion Owner | Robert Hight   |
| 2019 | NHRA Funny Car | Champion Owner | Robert Hight   |

### Ehrungen
- 1996 wurde Force von einer nationalen Jury aus Motorsportjournalisten zum „Fahrer des Jahres“ für den gesamten amerikanischen Motorsport gewählt, er ist der erste Dragracer, der diesen Titel erhielt.
- 2008 wurde John Force in die Motorsports Hall of Fame of America aufgenommen.[12]
- 2012 erhielt Force auf dem Bristol Dragway den Lee Iacocca Award.[13]
- Platz 2 unter den NHRA Top 50 Drivers, 1951–2000, hinter Don Garlits.[14]